# Kula Perasti u Visu
Kula Perasti, kula u Visu, zaštićeno kulturno dobro.

## Opis dobra
Vicko Perasti, doseljenik iz Boke kotorske, dao je 1617. godine izgraditi uz svoju kuću u viškoj luci kulu Perasti. Izvorno dvokatna kula kvadratičnog tlocrta s cisternom u prizemlju i ulazom na prvom katu, već krajem 17. ili početkom 18. st. povišena je za dva kata. Tada je ulaz u kulu premješten na drugi kat i mostom povezan s kućom Perasti. Kula završava ravnom terasom s dvije dijagonalno postavljene stražarnice. Građena je velikim klesanim kamenim blokovima, sa skošenim zidovima prizemlja.

## Zaštita
Pod oznakom Z-5496 zavedena je kao nepokretno kulturno dobro - pojedinačno, pravna statusa zaštićena kulturnog dobra, klasificirano kao "profana graditeljska baština".